# 성송초등학교
성송초등학교는 대한민국 전북특별자치도 고창군 성송면 암치리에 있는 공립 초등학교이다.

## 학교 연혁
- 1918년 4월 1일 암치사립보통학교 설립 개교
- 1923년 5월 10일 성송공립보통학교 설립인가
- 1938년 4월 1일 성송공립심상소학교로 개칭
- 1941년 4월 1일 성송공립국민학교로 개칭
- 1996년 3월 1일 성송초등학교로 개칭
- 1999년 12월 25일 학천초등학교 통폐합
- 2018년 3월 1일 제32대 김나미 교장 부임
- 2019년 2월 1일 제92회 졸업(총 6447명)
- 2019년 3월 1일 일반 6학급, 특수 1학급, 유치원 1학급 편성
- 2020년 2월 7일 제93회 졸업(총 6455명)
- 2020년 3월 1일 일반 6학급, 특수 1학급 유치원 1학급 편성
- 2021년 1월 15일 제94회 졸업(총 6456명)
- 2021년 3월 1일 일반 6학급, 특수 1학급 유치원 1학급 편성

## 학교 상징
- 교화 - 국화 : 꽃들 중 고결한 자태와 그 향기에 있어 으뜸 사군자에 하나로서 국화의 고결하고 품위있는 덕성을 시조나 시를 지어 칭송함
- 교목 - 소나무 : 우리나라 전역에 걸쳐 분포 씩씩한 기상과 곧은 절개와 지조 등의 이미지 약용, 식용, 건축용, 난방용 등 실용적인 면에서도 우리의 생활과 밀접한 관계를 맺고 있음
- 교조 - 까치 : 전국 전역에서 번식하는 텃새로서 우리 주변에서 친근하게 자주 볼 수 있는 새 도시 정원과 농촌 등 주로 평지에서 생활 동양에서는 이 새가 가까이 와서 울면 길조(吉兆)라 하여 반가운 새로 여김

## 참고 자료
- 성송초등학교 - 한국교육학술정보원 학교알리미